# 小丑 (黑暗騎士)
小丑（英語：Joker）是克里斯多福·諾蘭拍攝於2008年的超級英雄電影《黑暗騎士》中的虛構角色，基於DC漫畫的同名超級反派，由澳大利亞演員希斯·萊傑飾演。小丑是一名精神病態的犯罪首腦兼滥殺罪犯，具有扭曲且充滿性虐的幽默感，被高譚市的黑幫老大們僱用來殺死私刑者蝙蝠俠（克里斯汀·貝爾飾演），並與蝙蝠俠的盟友，高譚市警察詹姆斯·高登（蓋瑞·歐德曼飾演）和地方檢察官哈維·丹特（亞倫·艾克哈特飾演）發生衝突。小丑這個角色表達了混亂和癡狂的狀態以及無政府主義的主張：在這部電影中，他表達了通過犯罪來破壞高譚市社會秩序的願望，並通過與蝙蝠俠的衝突來定義自己。
萊傑對此角色的詮釋特別受到圖像小說《蝙蝠俠：致命玩笑》及《阿卡漢瘋人院：嚴肅地球上的嚴肅屋子》所影響。在電影中，他穿著此角的傳統配色紫色與綠色，而他的面部則有一個蓋住臉上的格拉斯哥笑容傷痕的小丑妝以及一頭綠髮。此角利用了萊傑之前的表演技巧，包括他在泰瑞·吉連的奇幻電影《神鬼剋星》中演小丑的舉動。另也參考了藝術家法蘭西斯·培根的畫、安東尼·伯吉斯的小說《發條橘子》還有許多龐克搖滾音樂家。萊傑被選為小丑的選角決定當初是充滿爭議性的。
小丑一角被認為是萊傑生涯中最经典的出演，他本人亦认为是其最享受的饰演，當電影在2008年7月，即萊傑因意外處方藥物過量過世的六個月後發行時，他的表演造成轟動，獲得廣泛讚譽及死後的獲獎，其中包含奧斯卡最佳男配角獎。世人也認為小丑是萊傑留下的最大遺產，令他在影史永垂不朽。

## 角色故事
在《蝙蝠俠：開戰時刻》中，詹姆斯·高登（蓋瑞·歐德曼飾演）向蝙蝠俠（克里斯汀·貝爾飾演）描述一名嫌犯因為武裝搶劫以及謀殺兩人而遭到通緝。高登向蝙蝠俠展示一張遺落在犯罪現場的鬼牌。
小丑首次親自登場於《黑暗騎士》的片頭，是戴著小丑面具搶劫黑道銀行的六人強盜一員。他操弄其中四人互相殘殺，親自殺死最後一人後帶著錢逃走。接著小丑介入了薩爾·馬洛尼（艾瑞克·羅勃茲飾演）、車臣（瑞奇·寇斯特飾演）及甘博（邁克·賈·懷特飾演）與他們的會計劉先生（黃經漢飾演）的視訊會議，提議殺死蝙蝠俠得到黑幫一半的錢。甘博拒絕提議後對小丑發出懸賞令，稍後，小丑殺死甘博並接收他的幫派。
在知曉蝙蝠俠抓獲了劉先生後，馬洛尼與車臣接受了小丑的提議。小丑展開殺戮直到蝙蝠俠揭露真身為止。每天都會有人死掉。接著他謀殺高譚警局局長吉利恩·B·洛布（柯林·麥克法蘭飾演）及黑幫提審法官珍妮·蘇里洛（妮蒂亞·羅利葛茲·泰拉希納飾演）。當高譚的地區檢察官哈維·丹特（亞倫·艾克哈特飾演）藉由自首，表示自己是蝙蝠俠的時候，引出小丑試圖綁架他，但在丹特失蹤後遭到蝙蝠俠逮捕並審問。小丑揭曉丹特的女友（兼布魯斯的青梅竹馬）瑞秋·道斯（瑪姬·葛倫霍飾演）同時失蹤，並透露他們在兩個不同地點並綁在定時炸彈上。小丑則在人質的所在地上撒謊，使蝙蝠俠拯救到因爆炸而毀容的丹特，而瑞秋則因此死亡。小丑接著與劉先生逃出警局。
小丑殺死了劉先生與車臣，燒毀了屬於他的一半的黑幫財產並接手了車臣的幫派。為了防止韋恩企業的併購法律會計師科爾曼·瑞斯（喬舒亞·哈多飾演）在電視上揭曉蝙蝠俠的秘密身份，小丑宣布若是瑞斯在60分鐘內沒有死亡，他就會炸掉一家醫院。在隨之而起的恐慌期間，小丑假裝成護士溜進了高譚總醫院去見丹特，並說服他向那些應對瑞秋的死負責的人復仇。他接著炸掉醫院並劫持了一車的人質。小丑在兩艘離開高譚港的郵輪上設置了炸藥，一艘裝載著被綁架的市民，另一艘則載著罪犯，他告訴乘客若任何一艘船在午夜沒有引爆另一艘船，他就會同時炸毀兩艘船。在蝙蝠俠與小丑戰鬥時，市民表決通過決定炸掉罪犯，但沒膽量行動，囚犯則決定不炸毀市民船隻。蝙蝠俠接著逮捕了小丑，後者表明他們兩個注定永遠互鬥。小丑嘲諷蝙蝠俠就算贏得了「高譚的靈魂」，但人們也會知曉墮落為殺人私刑者「雙面人」的丹特所造成的混亂而喪失希望。小丑被捕時歇斯底里地狂笑，而蝙蝠俠最終承擔丹特犯下的罪行而毀了小丑的計劃。
為了對萊傑的死表示尊敬，小丑在《黑暗騎士》的2012年續集《黑暗騎士：黎明昇起》並沒有被提起。然而，在該電影的小說版在介紹黑門監獄時模稜兩可地提起小丑。

## 反響
《黑暗騎士》上映後，由於希斯·萊傑對小丑的演繹令人印象深刻，使此一角色獲得不少好評，其中《华盛顿邮报》的評論認為：「有小丑出现的地方，蝙蝠侠就显得黯然失色」。
2009年，《帝國雜誌》將《黑暗騎士》的小丑評為2000至2009年的十大電影角色之一。
《黑暗騎士》的導演克里斯多福·諾蘭曾說：「无论是在莱杰生前还是死后，他饰演的『小丑』永远是这部影片最大的亮点。」